# Lü, Schweiz
Lü är en ort och tidigare kommun i distriktet En i den schweiziska kantonen Graubünden. Sedan 2009 ingår den i den då nyinrättade kommunen Val Müstair. Utöver byn Lü omfattade kommunen också den mindre byn Lüsai, som före 1878 var en egen kommun.
Det traditionella språket i Lü är jauer, en variant av den rätoromanska dialekten vallader. På senare år har det tyska språket vunnit visst insteg, och är modersmål för omkring en femtedel av invånarna. Rätoromanska är dock det språk på vilket skolundervisningen bedrivs, samt var kommunens officiella administrationsspråk. Kyrkan är sedan 1530 reformert.